# Ústava Republiky srbské
Ústava Republiky srbské je ústavou entity Republika srbská v Bosně a Hercegovině. 
Ústava definuje jak má Republika srbská fungovat, jaké role mají její organizace a jaká práva mají občané entity. Ochranu ústavy a dalších zákonů na území Republiky srbské provádí Ústavní soud Republiky srbské. 

## Historie
Ústava byla schválena Národní skupštinou Republiky srbské dne 28. února 1992, revidována byla po podpisu Daytonské dohody na konci roku 1995. 
Ústava byla častokrát měněna, a to buď v souvislosti s rozhodnutími Ústavního soudu Bosny a Hercegoviny, nebo Úřadu Vysokého představitele pro Bosnu a Hercegovinu. 
V 3. dekádě 21. století byla diskutována myšlenka celkové revize ústavy nebo přijetí zcela nového dokumentu, který by znemožnil nebo omezil možnost převádění pravomocí z entity Republiky srbské na úroveň celé Bosny a Hercegoviny. V souvislosti s tím byly v březnu 2025 navrhnuty ústavní změny, které by takovou skutečnost měly realizovat. Mimo jiné počítají s právem na sebeurčení a vytvoření paralelní struktury státních (republikových) zastupitelství a platnosti, resp. vymáhání jednotlivých zákonů., omezují např. působnost celobosenských institucí (některých) na území Republiky srbské. Má být rovněž obnovena i armáda (Vojsko Republiky srbské) na úrovni entity. Představitelé Republiky srbské však avizovali, že tyto úpravy budou v souladu s ústavou Bosny a Hercegoviny.

## Struktura ústavy
- I. Základní ustanovení
- II. Lidská práva a svobody
- III. Hospodářské a společenské uspořádání
- IV. Práva a povinnosti
- V. Organizace Republiky srbské
- VI. Územní členění
- VII. Obrana
- VIII. Ústavnost a zákonnost
- IX. Ústavní soud
- X. Soudy a republikové (státní) zastupitelství
- XI. Změny ústavy
- XII. Přechodná ustanovení

## Ústavní dodatky
V dějinách Republiky srbské byla přijata řada ústavních dodatků. V letech 1992 až 2003 jich bylo přijato ve 14 částkách celkem 113. Ústavní dodatky č. 1–92 byly schváleny Národní skupštinou Republiky srbské a dodatky č. 93 až 105 potom vzešly ze strany Úřadu vysokého představitele pro Bosnu a Hercegovinu (OHR). Důvodem pro takový počet ústavních dodatků je skutečnost, že některé části ústavy se ukázaly být v rozporu s Ústavou Bosny a Hercegoviny a zrušil je tamní Ústavní soud. OHR ústavu pozměnil dodatky tam, kde byla v rozporu s daytonskou dohodou. Tato skutečnost se týkala i otázek Hymny Republiky srbské nebo Znaku Republiky srbské. 